# Alchimia

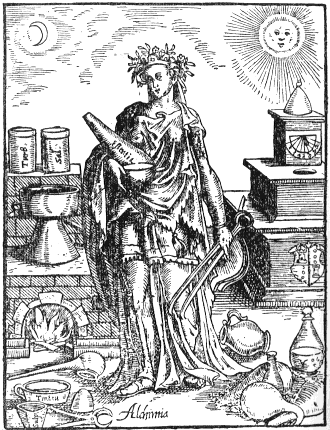
Rappresentazione allegorica dell'alchimia.

L'alchimia è un antico sistema filosofico esoterico che si espresse attraverso il linguaggio di svariate discipline come la chimica, la fisica, l'astrologia, la metallurgia e la medicina lasciando numerose tracce nella storia dell'arte. Il pensiero alchemico è altresì considerato da molti il precursore della chimica moderna prima della nascita del metodo scientifico.
Il termine alchimia deriva dall'arabo al-khīmiyya o al-kīmiyya (الكيمياء o الخيمياء), composto dell'articolo determinativo al- e della parola kīmiyya che significa «chimica», e che a sua volta sembrerebbe discendere dal termine greco khymeia (χυμεία) dal significato di «fondere», «colare insieme», «saldare», «allegare», ecc. (da khumatos, «che è stato colato», di un lingotto). 
Un'altra etimologia collega la parola con al-kemi, che deriverebbe da Kemet, termine con cui gli antichi Egizi indicavano nella loro lingua il colore del suolo su cui abitavano, ossia «terra nera», e che in seguito ha assunto il significato di «arte egizia», dato che costoro erano considerati potenti maghi in tutto il mondo antico. Il vocabolo potrebbe anche derivare da kim-iya, termine cinese che significa «succo per fare l'oro».
Diversi sono i grandi obiettivi che si proponevano gli alchimisti: conquistare l'onniscienza, raggiungendo il massimo della conoscenza in tutti i campi del sapere; creare la panacea universale, un rimedio cioè per curare tutte le malattie, generare e prolungare indefinitamente la vita; la trasmutazione delle sostanze e dei metalli, ovvero la ricerca della pietra filosofale.
Oltre ad essere una disciplina fisica e chimica, l'alchimia implicava un'esperienza di crescita o meglio un processo di liberazione spirituale dell'operatore. In quest'ottica la scienza alchemica viene a rappresentare una conoscenza metafisica e filosofica, assumendo connotati mistici e soteriologici, nel senso che i processi e i simboli alchemici, oltre al significato materiale, relativo alla trasformazione fisica, possiedono un significato interiore, relativo allo sviluppo spirituale.

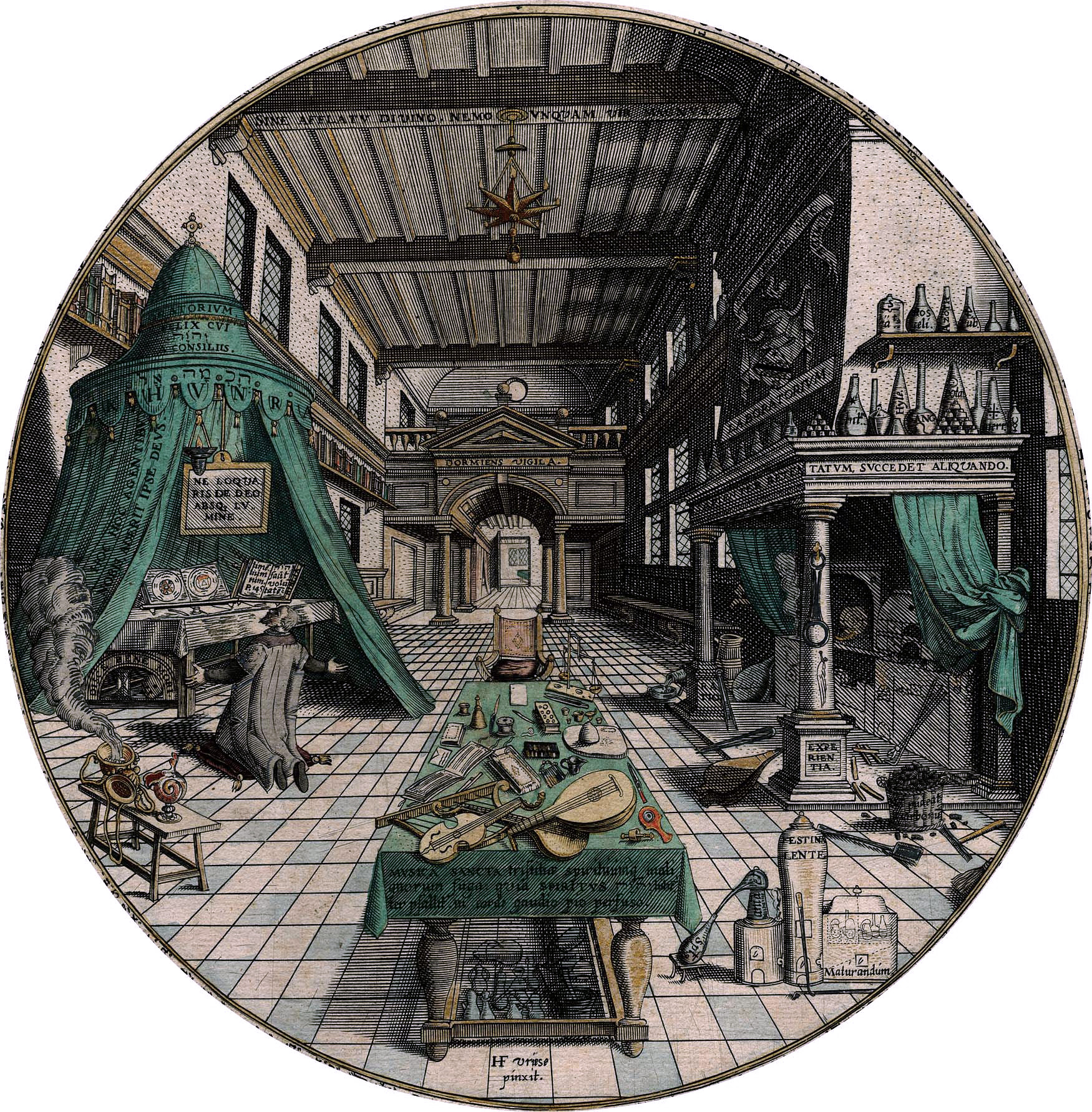
Il laboratorio dell'alchimista, illustrazione di Hans Vredeman de Vries contenuta nell'Amphitheatrum sapientiae aeternae di Heinrich Khunrath.

## Introduzione
L'alchimia è una scienza esoterica il cui primo fine era trasformare il piombo, ovvero ciò che è negativo, in oro, ovvero ciò che è positivo nell'uomo, per fargli riscoprire la sua vera "natura interna", il proprio Dio. Gli alchimisti cercavano di nascondersi, di rendersi occulti usando allegorie, per preservare le loro conoscenze da quanti erano ancora impreparati a comprenderle e risultavano perciò esposti al pericolo di farne un cattivo uso.
Per comprendere l'alchimia, bisogna considerare come la conversione di una sostanza in un'altra, che formò la base della metallurgia fin dal suo apparire verso la fine del Neolitico, veniva spiegata, in una cultura poco interessata agli aspetti puramente materiali della fisica e della chimica, come risultante dal concorso di più cause. Nei tempi remoti, una fisica priva di una componente metafisica sarebbe stata parziale ed incompleta al pari di una metafisica sprovvista di manifestazione fisica. Pertanto, per gli alchimisti non vi fu ragione alcuna di separare la dimensione materiale da quella simbolica o filosofica.

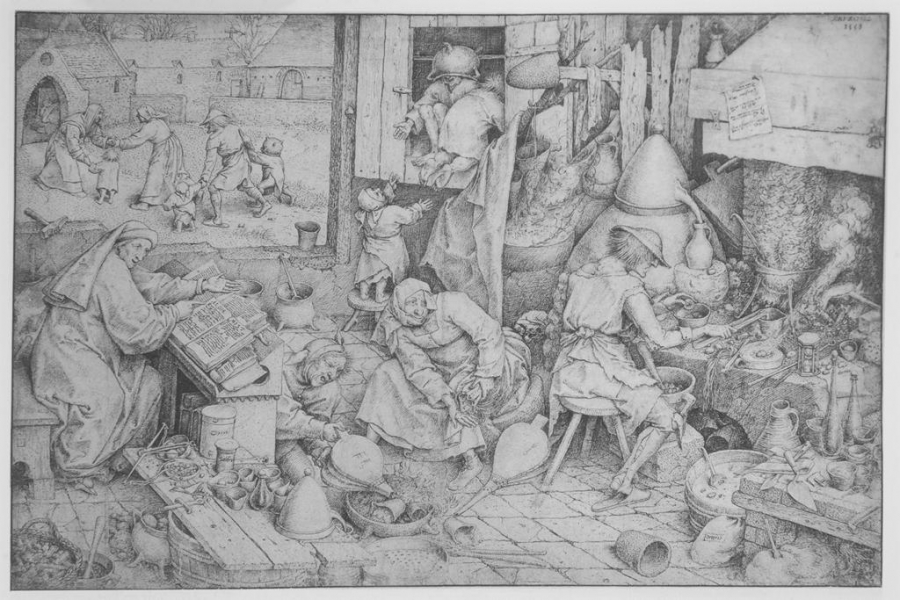
L'alchimista di Pieter Bruegel il Vecchio

La trasmutazione dei metalli di base in oro (ad esempio con la pietra filosofale o grande elisir o quintessenza o pietra dei filosofi o tintura rossa) simboleggia un tentativo di arrivare alla perfezione e superare gli ultimi confini dell'esistenza. Gli alchimisti credevano che l'intero universo stesse tendendo verso uno stato di perfezione, e l'oro, per la sua intrinseca natura di incorruttibilità, era considerato la sostanza che più si avvicinava alla perfezione. Era anche logico pensare che riuscendo a svelare il segreto dell'immutabilità dell'oro si sarebbe ottenuta la chiave per vincere le malattie ed il decadimento organico; da ciò l'intrecciarsi di tematiche chimiche, spirituali ed astrologiche che furono caratteristiche dell'alchimia medievale.
La scienza dell'alchimia ebbe inoltre una notevole evoluzione nel tempo, iniziando quasi come un'appendice metallurgico-medicinale della religione, maturando in un ricco coacervo di studi, trasformandosi in scienza sapienziale, ed alla fine fornendo alcune delle fondamentali conoscenze empiriche nel campo della chimica e della medicina moderne, le quali tuttavia sono state interpretate anche come una sua forma di decadenza.
(René Guénon, La crisi del mondo moderno, trad. it., pag. 76, Roma, Mediterranee, 1972)

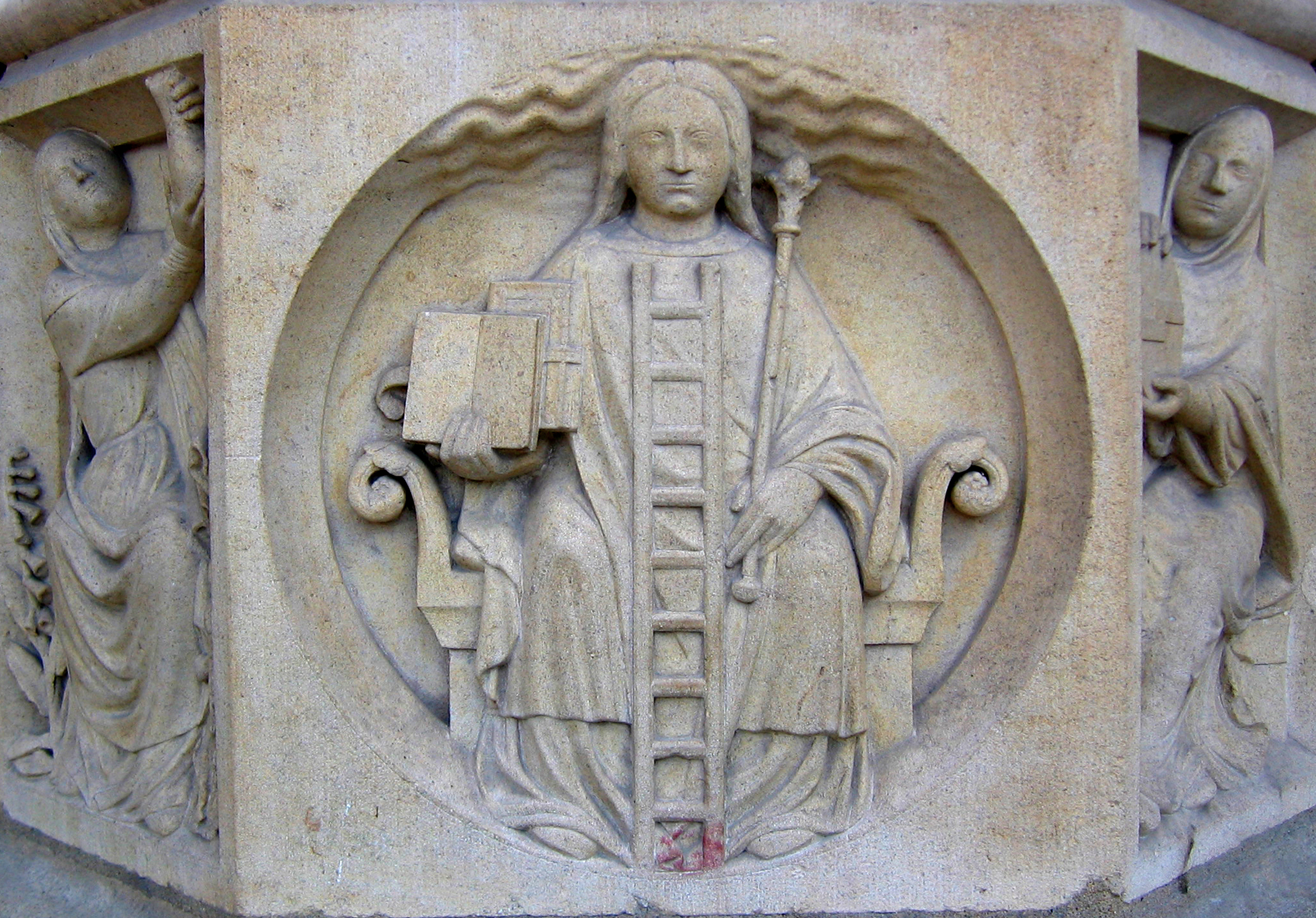
Allegoria dell'alchimia presso il portale centrale della Cattedrale di Notre Dame a Parigi, di Geoffroy Dechaume.

Fino al XVIII secolo, l'alchimia era considerata una scienza razionale in Europa; per esempio, Isaac Newton dedicò molto più tempo allo studio dell'alchimia piuttosto che a quello dell'ottica o della fisica per le quali divenne famoso. Tuttavia Newton mantenne sempre un notevole riserbo intorno ai suoi studi alchemici, e non pubblicò mai opere sull'argomento. Fu l'economista John Maynard Keynes che nel 1936 rese pubblici manoscritti newtoniani sull'alchimia, dei quali era entrato in possesso ad un'asta.
Altri eminenti alchimisti del mondo occidentale furono Ruggero Bacone, artisti come il Parmigianino, Thomas Browne, e non ultimo Cagliostro. Si interessarono di alchimia anche San Tommaso d'Aquino, Marsilio Ficino, Giambattista della Porta, Giordano Bruno.
Il declino dell'alchimia iniziò nel XVIII secolo con la nascita della chimica moderna, che si limitò ad una struttura più concreta e misurabile matematicamente per comprendere le trasmutazioni della materia, e la medicina, con un nuovo disegno dell'universo basato sul materialismo razionale.
La storia dell'alchimia è diventata un prolifico campo per speculazioni accademiche. Via via che si riteneva di poter decifrare l'ermetico linguaggio degli alchimisti, gli storici hanno cominciato a trovare connessioni intellettuali tra quella disciplina ed altre componenti della storia culturale occidentale, come le società esoteriche, ad esempio quella dei Rosacroce, la stregoneria e naturalmente l'evoluzione della scienza e della filosofia.

## Processo alchemico

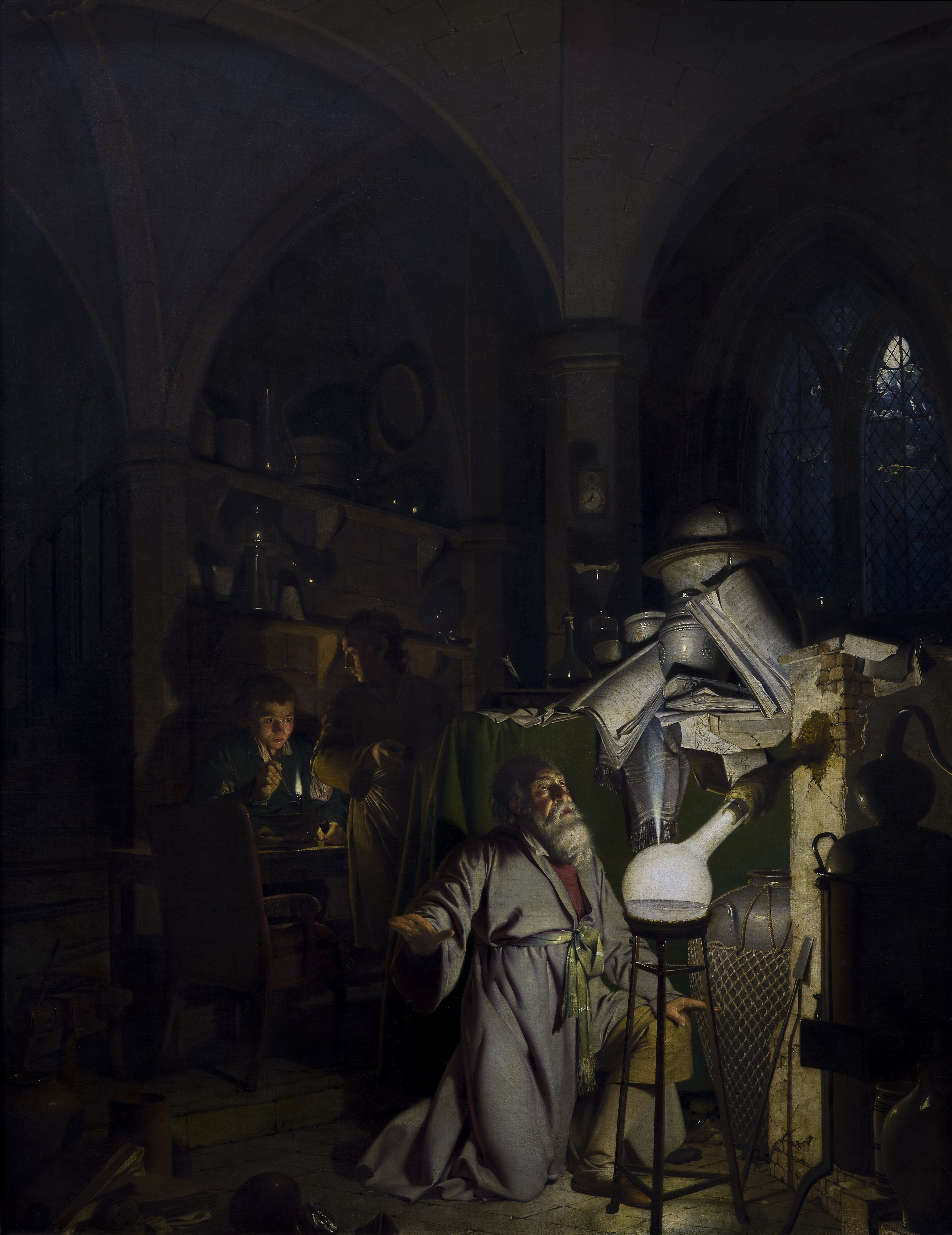
L'alchimista in cerca della Pietra Filosofale (1771) di Joseph Wright of Derby (Derby Museum and Art Gallery, Derby, Regno Unito).

L'opus alchemicum per ottenere la pietra filosofale avveniva mediante sette procedimenti, divisi in quattro operazioni, Putrefazione, Calcinazione, Distillazione e Sublimazione, e tre fasi, Soluzione, Coagulazione e Tintura.
Attraverso queste operazioni la "materia prima", mescolata con lo zolfo ed il mercurio e scaldata nella fornace (atanor), si trasformerebbe gradualmente, passando attraverso vari stadi, contraddistinti dal colore assunto dalla materia durante la trasmutazione, e perdendo così i suoi aspetti grossolani per assumerne di più eterei o spirituali.
Il numero di queste fasi, variabile da tre a dodici a seconda degli autori di trattati alchimistici, è legato al significato magico dei numeri.
I tre stadi fondamentali per sciogliere e ricomporre la materia secondo il motto latino «solve et coagula» sono:
- Nigredo o opera al nero, in cui la materia si dissolve, putrefacendosi;
- Albedo o opera al bianco, durante la quale la sostanza si purifica, sublimandosi;
- Rubedo o opera al rosso, che rappresenta lo stadio in cui si ricompone, fissandosi.

Un'ulteriore distinzione si produce tra la cosiddetta via umida, in cui la separazione viene effettuata da un liquido, e la via secca, più rapida, in cui si salta la fase al nero e si opera direttamente col fuoco.

## Il concetto disulphur et mercurius
Si tratta, letteralmente, di "zolfo e mercurio", cioè, nel linguaggio simbolico dell'alchimia, di due essenze primordiali viste nel quadro di un sistema dualistico che ritiene qualsiasi materiale come miscela di questi due componenti, vale a dire di un elemento "in combustione" (zolfo ) e di uno "volatile" (mercurio ), dotati di gradi diversi di purezza e in un diverso rapporto di mescolanza tra loro.
Da Paracelso (1493-1541) venne poi aggiunto un terzo elemento, il sal (il sale ), che doveva costituire la tangibilità: quando il legno è in combustione, la fiamma prende origine dal sulphur, il mercurius trapassa in evaporazione, mentre il sal ne è la cenere residua.

## Simboli alchemici

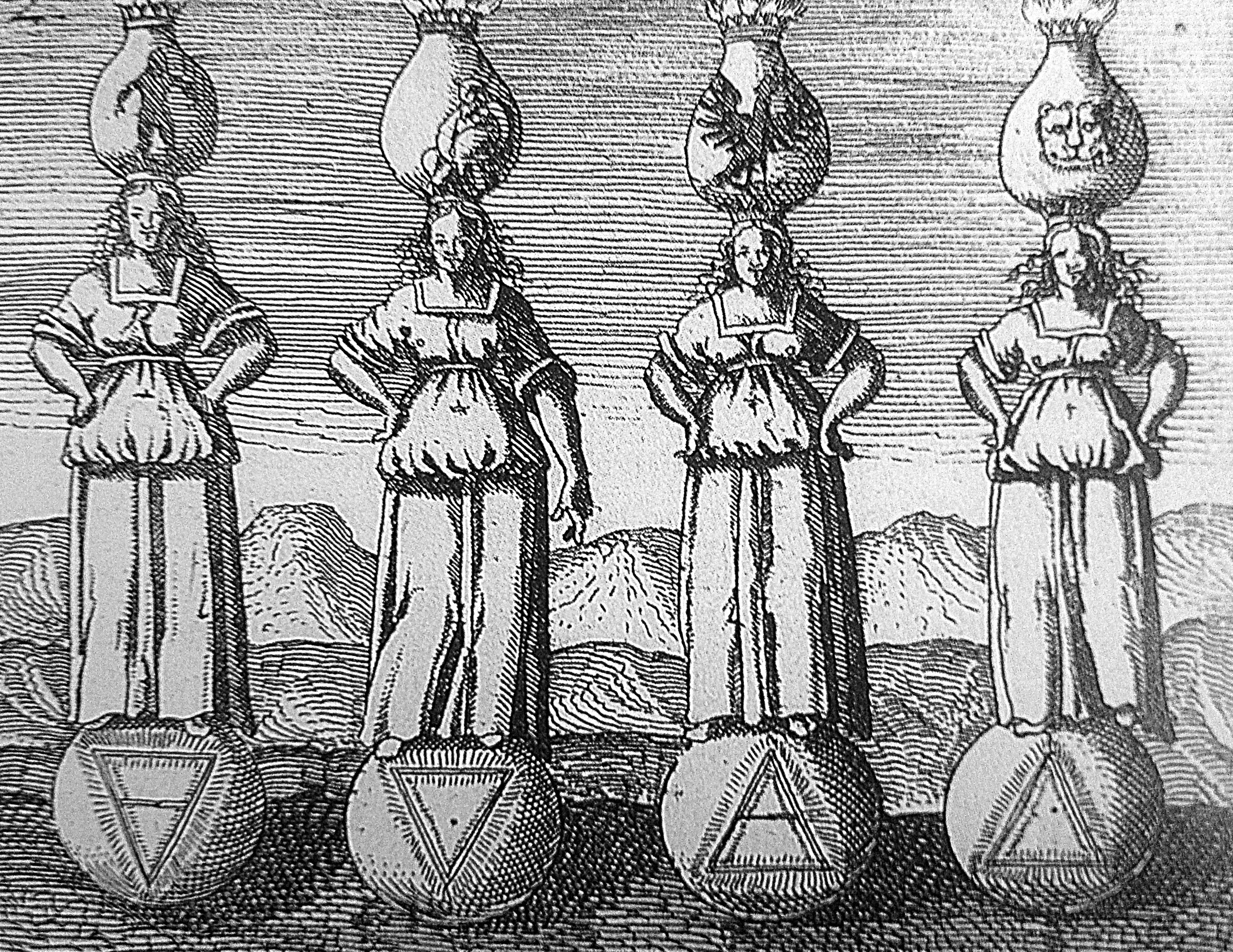
La personificazione dei quattro elementi: (da sinistra verso destra) terra, acqua, aria e fuoco, con i rispettivi simboli sulle sfere poste alla base.

L'universo alchemico è pervaso di simboli, che, intrecciandosi in mutue relazioni, permeano le varie operazioni e gli ingredienti costitutivi del processo per ottenere la pietra filosofale. 
Così per esempio l'oro e l'argento acquisiscono nell'iconografia alchemica i tratti simbolici del Sole e della Luna, della luce e delle tenebre, del principio maschile e femminile, maschile e femminile sono anche rappresentati dalla geometria del cerchio e del quadrato;  essi  rappresentano i principii di doppio e di unità, moltiplicando il cerchio per il quadrato si ottiene un esagono, essi si uniscono (sizigia) nella coniunctio oppositorum della Grande Opera (Rebis).
A parte i simboli degli elementi primati, vale a dire i sette metalli corrispondenti ai sette pianeti dell'astrologia classica, l'iconografia alchemica è ricca di simboli che rimandano a strumenti e tecniche di trasformazione della materia la quale, è bene ricordarlo, non è mai identificata dagli alchimisti con la "materia volgare". In altre parole gli alchimisti si riferivano, con le loro allegorie, alla trasformazione psichica e spirituale dell'essere umano, che in seguito ad una serie di progressivi processi di perfezionamento giungeva a trasformare se stesso da vile piombo in "Oro filosofico".
Il Rosarium philosophorum attribuito ad Arnaldo da Villanova, il Commentarius attribuito a Raimondo Lullo, la Duodecim Claves philosophicæ attribuita a Basilio Valentino sono tra le opere che hanno ispirato, nei secoli, il maggior numero di interpretazioni iconografiche.

### Simboli astrologici

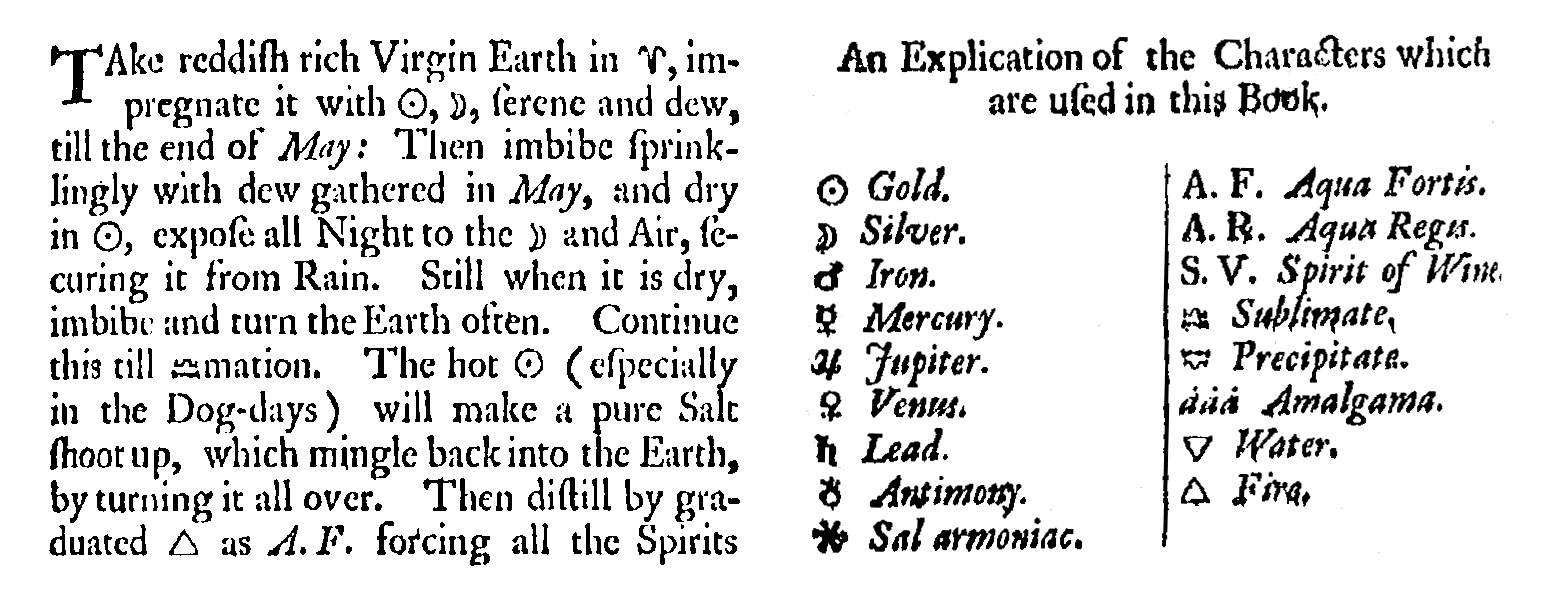
Simboli da un libro sull'alchimia del XVII secolo. I simboli utilizzati hanno una corrispondenza univoca con quelli utilizzati nell'astrologia del tempo.

Gli elementi cosmici avevano grande importanza non solo per la loro influenza sui processi alchemici, ma anche per il parallelismo che li legava agli elementi naturali, in base al principio analogico dell'ermetismo secondo cui «ciò che sta in basso è come ciò che sta in alto».
Tradizionalmente, ognuno dei sette corpi celesti del sistema solare conosciuti dagli antichi era associato con un determinato metallo.
La lista del dominio dei corpi celesti sui metalli è la seguente:
- Il Sole () governa l'Oro
- La Luna () è connessa con l'Argento
- Mercurio (), Mercurio
- Venere (), Rame
- Marte (), Ferro
- Giove (), Stagno
- Saturno (), Piombo

Sia i metalli che i corpi celesti erano in relazione con l'anatomia umana e i sette visceri dell'uomo.

### Simboli animali

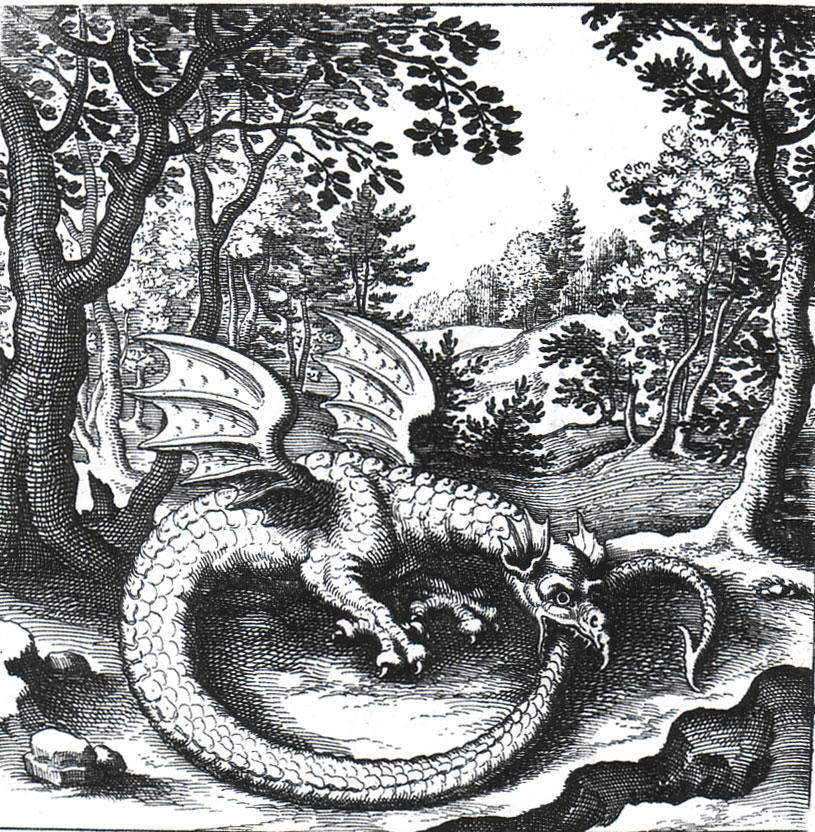
L'uroboro in un'incisione di Lucas Jennis, tratta da un'edizione del trattato De Lapide Philosophico, dell'alchimista tedesco Lambspringk.

Nelle illustrazioni dei trattati medievali e di epoca rinascimentale compaiono spesso figure animali e fantastiche.
I tre principali stadi attraverso i quali la materia si trasformava, la nigredo, l'albedo e la rubedo erano rispettivamente simboleggiati dal corvo, dal cigno e dalla fenice.
Quest'ultima, per la sua capacità di rinascere dalle proprie ceneri, incarna il principio che «nulla si crea e nulla si distrugge», tema centrale della speculazione alchimistica.
Era inoltre sempre la fenice a deporre l'uovo cosmico, che a sua volta raffigurava il contenitore in cui era posta la sostanza da trasformare.
Anche il serpente ouroboros, che si mangia la coda, ricorre spesso nelle raffigurazioni delle opere alchemiche, in quanto simbolo della ciclicità del tempo e dell'"Uno il Tutto" ("En to Pan").

## Storia
L'alchimia abbraccia alcune tradizioni filosofiche che si sono propagate per quattro millenni e tre continenti, e la loro generale inclinazione per un linguaggio criptico e simbolico rende difficile tracciare le mutue influenze e relazioni.
Si possono distinguere due grandi canali, che sembrano essere in gran parte indipendenti, almeno nelle tappe più remote: l'alchimia orientale, attiva in Cina e nella zona della sua influenza culturale, e l'alchimia occidentale, il cui centro nei millenni è slittato tra Egitto, Grecia, Roma, il mondo islamico ed alla fine l'Europa. L'alchimia cinese fu strettamente connessa al Taoismo, mentre quella occidentale sviluppò un proprio sistema filosofico, connesso solo superficialmente con le maggiori religioni presenti in Occidente. Se queste due tipologie abbiano avuto una comune origine e fino a che punto si siano influenzate l'una con l'altra è tuttora oggetto di discussione.

### Alchimia cinese
Mentre quella occidentale fu più concentrata sulla trasmutazione dei metalli, l'alchimia cinese ebbe una maggiore connessione con la medicina. La pietra filosofale degli alchimisti europei può essere comparata con l'elisir dell'immortalità cercato dagli alchimisti cinesi. Comunque, da un punto di vista ermetico, questi due interessi non erano separati e la pietra dei filosofi era spesso equiparata all'elisir di lunga vita.

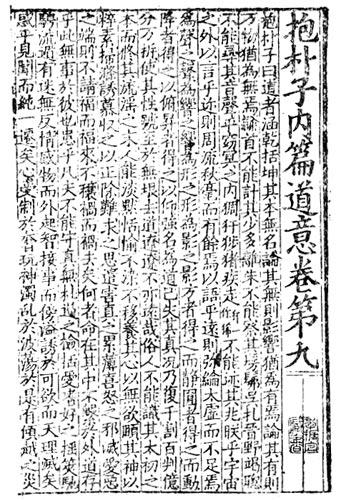
Testo attribuito a Ge Hong.

La Cina appare il centro di una tradizione alchemica molto antica, risalente forse al IV-III secolo a.C., ma documentata con sicurezza per la prima volta nel Ts'an T'ung Ch'i, scritto verso il 142 a.C. da Wei Po-Yang, sotto forma di commentario all'I-Ching, Libro delle Mutazioni. In quest'opera, classico del Canone taoista, l'autore afferma che i contenuti del Libro delle Mutazioni, delle dottrine taoiste e dei procedimenti alchemici siano variazioni di un'unica materia sotto il travestimento di nomi diversi.
Egli fonda il processo alchemico sulle dottrine dei cinque stati di mutamento, impropriamente chiamati "elementi" (acqua, fuoco, legno, metallo e terra) e dei due principi contrari (yin e yang): degli ultimi due, il primo è associato alla Luna ed il secondo al Sole, e dalla loro dinamica si originano gli elementi, associati agli altri cinque pianeti dell'astrologia. Ogni elemento di tipo yang è attivo e maschile, a differenza di quello yin, passivo e femminile. Il testo, di non facile interpretazione, per le sue interferenze con dottrine cosmologiche e magiche, presenta una concezione evolutiva dei metalli e il loro trasferimento su piani non sperimentali, ora psichici, ora cosmici.
Nel IV secolo l'alchimia ha un nuovo grande maestro in Ko Hung, autore dello Pao-p'u-tzu, che aggiunge alle tecniche indicate alcuni particolari metodi taoisti destinati alla conquista dell'immortalità. Questo fu l'avvio di una sempre più stretta connessione con forme taoiste di medicina tradizionale cinese ed una ricca fioritura di opere fino al XIII secolo.
Le scuole di alchimia cinese, pur avendo come obiettivo comune la ricerca dell'immortalità, si differenziavano per i metodi di ricerca:
- Gli alchimisti della scuola esterna, detta waidan, si occupavano prevalentemente della ricerca dell'elisir di lunga vita attraverso la produzione di rimedi, elisir e pillole dell'immortalità, le cui componenti erano in gran parte sostanze vegetali e in misura minore sostanze animali e minerali.
- Gli alchimisti della scuola interna, invece, detta neidan, ricercavano l'immortalità attraverso l'utilizzo di pratiche fisiche e mentali che provocassero una trasmutazione interiore del corpo, consentendo al praticante di vivere indefinitamente. Il corpo stesso del praticante veniva concepito come un laboratorio alchemico e l'elisir di lunga vita scaturiva teoricamente dalla distillazione di sostanze corporee, prodotte attraverso l'utilizzo delle funzioni vitali (respirazione, circolazione, funzionamento endocrino, etc.) di cui l'alchimista stesso assumeva il controllo.

La medicina tradizionale cinese ha ereditato dall'alchimia esterna le basi di farmacologia tradizionale, e dall'alchimia interna la parte relativa al Qi Gong ed alle ginnastiche mediche. In queste discipline molti dei termini utilizzati sono di chiara derivazione alchemica.

### Alchimia indiana
L'alchimia giocò un ruolo di spicco fin dalle origini del pensiero indiano.
Gianluca Magi nota come:
(Gianluca Magi, Uscite dal sogno della veglia. Viaggio attraverso le filosofie indiane della Liberazione, Edizioni della Scuola Superiore di Filosofia Orientale e Comparativa, Rimini 2008, p. 67)
A questa prima fase soteriologica del pensiero alchemico indiano, ne seguì una seconda – descritta da al-Biruni, scienziato e viaggiatore persiano dell'XI secolo  –, dovuta all'influsso musulmano, che portò a numerose scoperte chimiche importanti. A partire dal XIV secolo: 
(Gianluca Magi, op. cit., p. 68.)
Il padre dell'alchimia indiana è considerato Śrīman Nāgārjuna Siddha (XIII secolo, o anteriore), figura semileggendaria, ritenuto l'autore di alcuni testi alchemici quali il trattato di magia Kakṣapuṭa Tantra, quello sul mercurio Rasendramangalam e il Susruta Samhita. Il migliore esempio di un testo basato su questa scienza è il Vaishashik Darshana di Kaṇāda, che si ritiene abbia introdotto in oriente la teoria atomica.

### Alchimia nell'antico Egitto

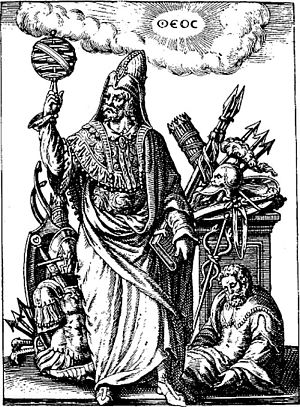
Ermete Trismegisto

Gli alchimisti occidentali generalmente fanno risalire l'origine della loro arte all'antico Egitto. Metallurgia e misticismo erano inesorabilmente legati insieme nel mondo antico.
La città di Alessandria in Egitto fu un centro di conoscenza alchemica, e conservò la propria preminenza fino al declino della cultura egiziana antica. Sfortunatamente non esistono documenti originali egizi sull'alchimia. Questi scritti, qualora fossero esistiti, andarono perduti nell'incendio della Biblioteca di Alessandria, nel 391. L'alchimia egiziana è per lo più conosciuta attraverso le opere di antichi filosofi greci, sopravvissute solamente in traduzioni islamiche.
La leggenda vuole che il fondatore dell'alchimia egiziana fosse il dio Thot, chiamato Ermes-Thoth o Ermes il tre volte grande (Ermete Trismegisto) dai Greci. Secondo la leggenda il dio avrebbe scritto i quarantadue libri della conoscenza, che avrebbero coperto tutti i campi dello scibile, fra cui anche l'alchimia. Il simbolo di Ermes era il caduceo, che divenne uno dei principali simboli alchemici. La Tavola di smeraldo di Ermes Trismegistus, che è nota solamente attraverso traduzioni greche ed arabe, è generalmente considerata la base per la pratica e la filosofia alchemica occidentale.

### Alchimia greco-alessandrina
Le dottrine alchimistiche della scuola greca passarono attraverso tre fasi evolutive: l'alchimia come tecnica, cioè l'arte prechimica degli artigiani egizi, l'alchimia come filosofia ed infine quella religiosa. I Greci si appropriarono delle dottrine ermetiche degli Egiziani, mescolandole, nell'ambiente sincretistico della cultura alessandrina, con le filosofie del pitagorismo e della scuola ionica e successivamente dello gnosticismo. La filosofia pitagorica consiste essenzialmente nella credenza che i numeri governino l'universo e costituiscano l'essenza di tutte le cose, dal suono alle forme.

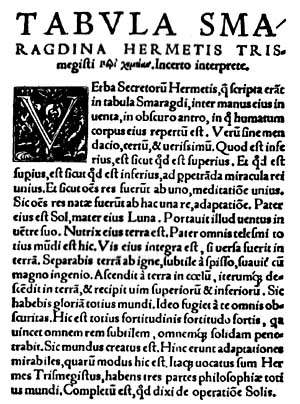
La Tavola di smeraldo - versione latina - dal De Alchimia, Norimberga 1541.

Il pensiero della scuola ionica era basato sulla ricerca di un principio unico e originario per tutti i fenomeni naturali; questa filosofia, i cui esponenti principali furono Talete ed Anassimandro, fu poi sviluppata da Platone ed Aristotele, le cui opere finirono per diventare parte integrante dell'alchimia. Si delinea, come base della nuova scienza, la nozione di una «materia primordiale» (archè) che forma l'universo, e può essere spiegata solamente attraverso attente indagini filosofiche. Un concetto molto importante, introdotto in quel tempo da Empedocle, è che tutte le cose nell'universo erano formate solamente da quattro elementi: terra, aria, acqua e fuoco. A questi elementi Aristotele aggiunge l'etere, la materia di cui sono formati i cieli, denominata anche quintessenza. La terza fase si differenzia dalla precedente speculazione filosofica per le caratteristiche di una religione esoterica, per l'abbondanza di rituali misteriosi e per il linguaggio. Nei primi secoli dell'età imperiale, in età ellenistica, si sviluppò una letteratura di carattere filosofico-soteriologico-religiosa, di vario carattere, accomunata dalla pretesa rivelazione da parte del dio Thot-Ermete, da cui il nome di letteratura ermetica raccolta nell'omonimo corpus. Il supporto dottrinale di questa letteratura è una forma di metafisica che si rifà al neoplatonismo ed al neopitagorismo.
Nel II secolo sarebbero stati scritti anche gli Oracoli caldaici, dei quali sono pervenuti solo frammenti, che presentano molte analogie con gli scritti ermetici. In questo momento storico, quindi, si sarebbe operata una fusione tra il patrimonio filosofico greco e la gnosi ermetica, nella quale la grande opera assume connotati di tecnica tesa alla realizzazione in senso interiore e cosmico.
Tra gli alchimisti ellenistici vanno citati la figura storica-leggendaria di Maria l'ebrea e quelle di Bolo di Mende, Ostane e Zosimo di Panopoli, il primo autore che abbia scritto opere alchemiche in modo sistematico e firmando la propria creazione.
Gli alchimisti alessandrini presero in considerazione il procedimento della moltiplicazione dell'oro, ovvero dell'aumentarne la massa, attraverso la fusione dell'oro stesso con argento e rame. «Non dobbiamo credere -  dice F. Scherwood Taylor - che l'alchimista operasse come se credesse di fabbricare l'oro, perché probabilmente egli riteneva che l'oro agisse come un seme che, alimentato con il rame e l'argento, cresceva a spese di questi inutili metalli finché la massa si convertiva in oro». Lo stesso Sherwood Taylor cita poi un testo del II - IV secolo d.C. dove si legge che l'acqua divina agisce come un lievito «perché l'orzo genera orzo, il leone un leone e l'oro oro».

### Alchimia nel mondo islamico
La distruzione del Serapeo e della Biblioteca di Alessandria segnò la fine del centro culturale greco, spostando il processo dello sviluppo alchemico verso il Vicino Oriente. L'alchimia islamica è molto meglio conosciuta perché meglio documentata e molti dei testi antichi giunti sino a noi si sono preservati come traduzioni da lingue correnti nel mondo islamico (essenzialmente l'arabo e il persiano).
Alchimisti musulmani come al-Rāzī (in latino Rasis o Rhazes) diedero un contributo fondamentale alle scoperte chimiche, come la tecnica della distillazione, e ai loro esperimenti si devono l'acido muriatico (l'antico nome dell'acido cloridrico), l'acido solforico e l'acido nitrico e l'uranio, oltre alla soda (al-natrun) e potassio (al-qali), da cui derivano i nomi internazionali di sodio e potassio, Natrium e Kalium. L'apporto lessicale alchimistico a tutta la posteriore cultura occidentale è di origine araba: termini arabi sono infatti alchimia, atanor («fornace»), azoth (forma corrotta da al-zawq, «mercurio»), alcool (da al-kohl, indicante una polvere per il trucco ricavata dall'antimonio), elisir (da al-iksīr, «pietra» filosofale) e alambicco. La convinzione che l'acqua regia, un composto di acido nitrico e muriatico, potesse dissolvere il metallo nobile - l'oro - accese l'immaginazione degli alchimisti per il millennio a venire. L'alchimia islamica inoltre sostenne la possibilità di mutare il ferro in platino.
I filosofi islamici diedero anche grandi contributi all'ermetismo alchemico. Al riguardo la più grande e influente figura è probabilmente Jābir b. Ḥayyān (in arabo جابر إبن حيان, il Geber o Geberus dei Latini). Questo importante alchimista, nato agli inizi dell'VIII secolo, fu il primo, a quanto sembra, ad aver analizzato gli elementi secondo le quattro qualità base di caldo, freddo, secco e umido. Jâbir ipotizzò che, siccome in ogni metallo due di queste qualità erano interne e due esterne, mescolando le qualità di un metallo, si sarebbe ottenuto un altro metallo. La grande serie di scritti che gli vengono attribuiti esercitò un'enorme influenza sulle correnti alchimistiche europee.

### Alchimia nell'Europa medievale

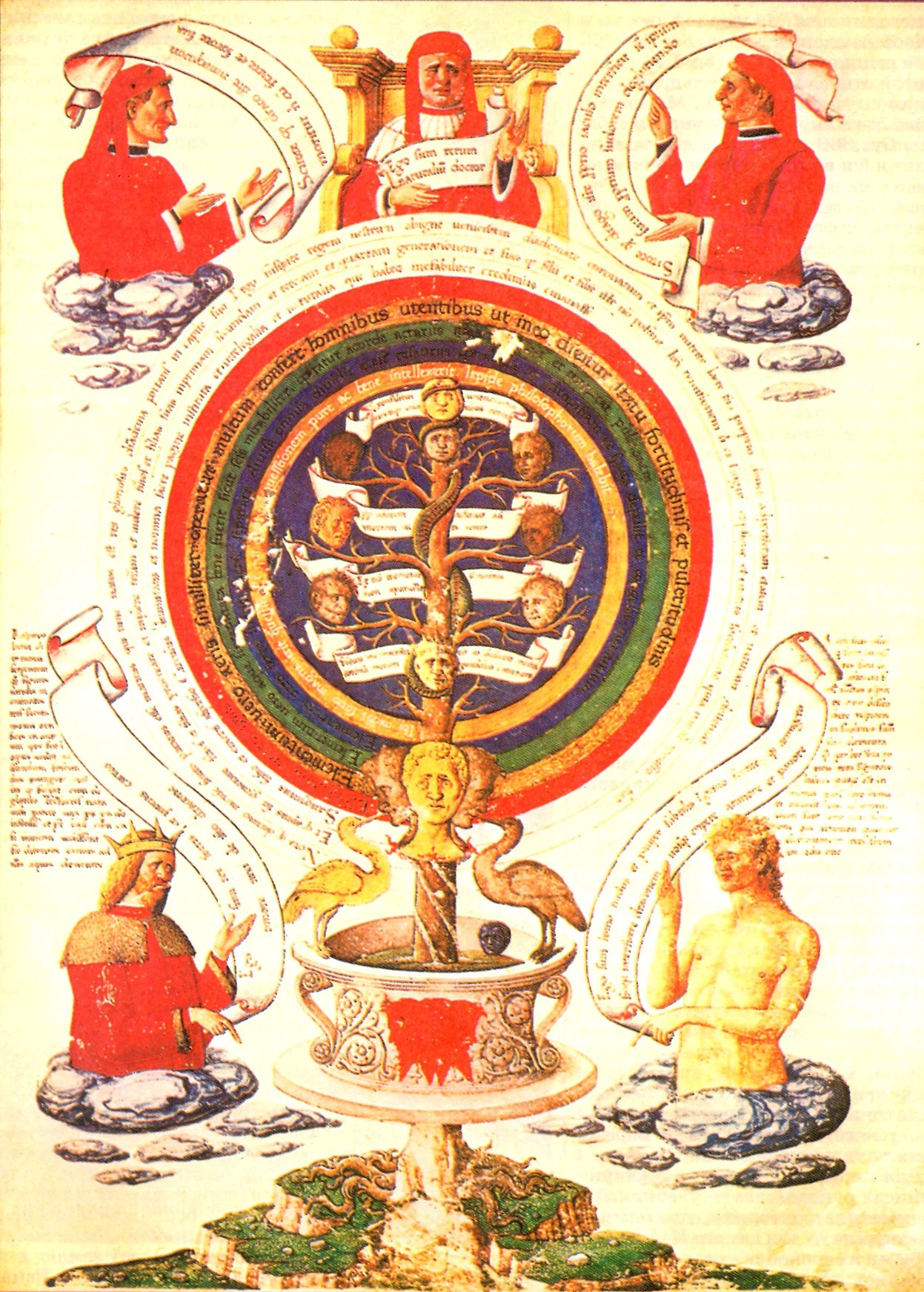
Pagina dal trattato di alchimia di Raimondo Lullo (XVI secolo)

Dopo essere caduta alquanto in disuso durante l'alto Medioevo, l'Occidente riprende contatto con la tradizione alchemica greca attraverso gli Arabi. L'incontro tra la cultura alchemica araba ed il mondo latino avviene per la prima volta in Spagna, probabilmente ad opera di Gerberto di Aurillac, che più tardi divenne Papa Silvestro II, (morto nel 1003). L'Europa occidentale riscoprì Tolomeo soprattutto attraverso le traduzioni arabe. Una traduzione dell'Almagesto basata direttamente sul testo greco fu eseguita in Sicilia intorno al 1160. Nel XII secolo va ricordata la figura del più importante dei traduttori di opere arabe, Gerardo da Cremona.
Il rientro vero e proprio dell'alchimia in Europa viene in genere fatto risalire al 1144, quando Roberto di Chester tradusse dall'arabo il Liber de compositione alchimiae, un libro dai forti connotati iniziatici, mistici e esoterici, nel quale un saggio, Morieno, erede del sapere di Ermete Trismegisto, insegna al Re Calid.
Il materiale alchimistico dei testi arabi verrà rielaborato durante tutto il XIII secolo.
Alberto Magno (1193-1280) affronta la tematica alchemica nel De mirabilibus mundi e nel Liber de Alchemia di incerta attribuzione.
A Tommaso d'Aquino (1225-1274) vengono attribuiti alcuni opuscoli alchemici, nei quali è dichiarata la possibilità della produzione dell'oro e dell'argento.
Il primo vero alchimista dell'Europa medievale deve essere considerato Ruggero Bacone (1214-1294) un francescano che esplorò i campi dell'ottica e della linguistica oltre agli studi alchemici.
Le sue opere, il Breve Breviarium, il Tractatus trium verborum e lo Speculum Alchimiae, oltre ai numerosi pseudo-epigrafi a lui attribuiti, furono utilizzate dagli alchimisti dal XV al XIX secolo.
Alla fine del XIII secolo l'alchimia si sviluppò in un sistema strutturato di credenze, grazie anche al Rosarium philosophorum erroneamente attribuito a Arnaldo da Villanova (ca. 1240-ca. 1312), e soprattutto con le opere apocrife in materia attribuite a Raimondo Lullo (1235-1315), che divenne presto una leggenda per la sua presunta abilità alchemica.
Nel XIV secolo l'alchimia ebbe una flessione a causa dell'editto di Papa Giovanni XXII (Spondent Pariter) che vietava la pratica alchemica, fatto che scoraggiò gli alchimisti appartenenti alla Chiesa dal continuare gli esperimenti.

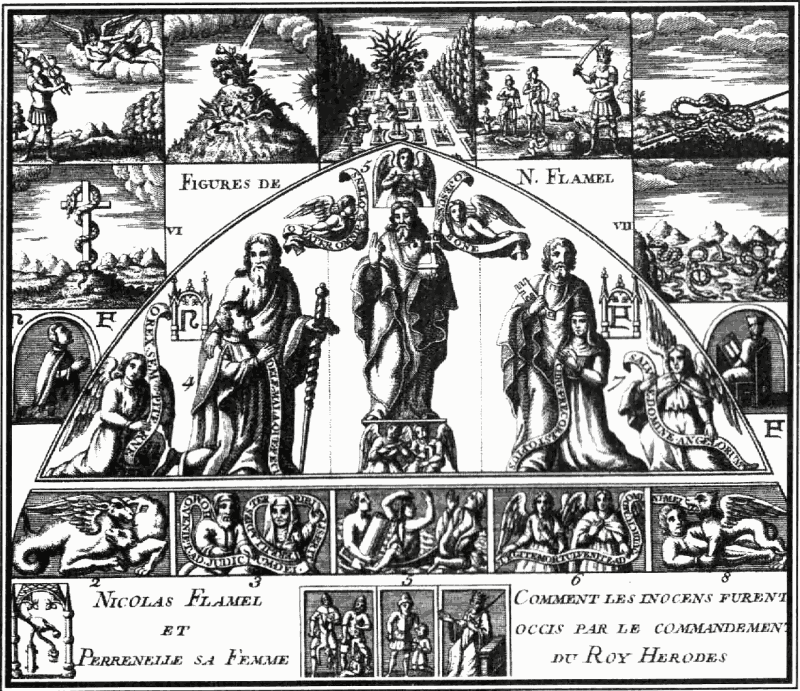
Misteriosi simboli alchemici incisi sulla tomba di Nicolas Flamel a Parigi

L'alchimia fu comunque tenuta viva da uomini come Nicolas Flamel, il quale è degno di nota solamente perché fu uno dei pochi alchimisti a scrivere in questi tempi travagliati. Flamel visse dal 1330 al 1419 e sarebbe servito da archetipo per la fase successiva della pratica alchemica. Il suo unico interesse per l'alchimia ruotava intorno alla ricerca della pietra filosofale; in anni di paziente lavoro riuscì a tradurre il mitico Libro di Abramo l'ebreo, che avrebbe acquistato nel 1357, e che gli avrebbe rivelato i segreti per la costruzione della pietra dei filosofi.

### Alchimia nel Rinascimento e nell'età moderna

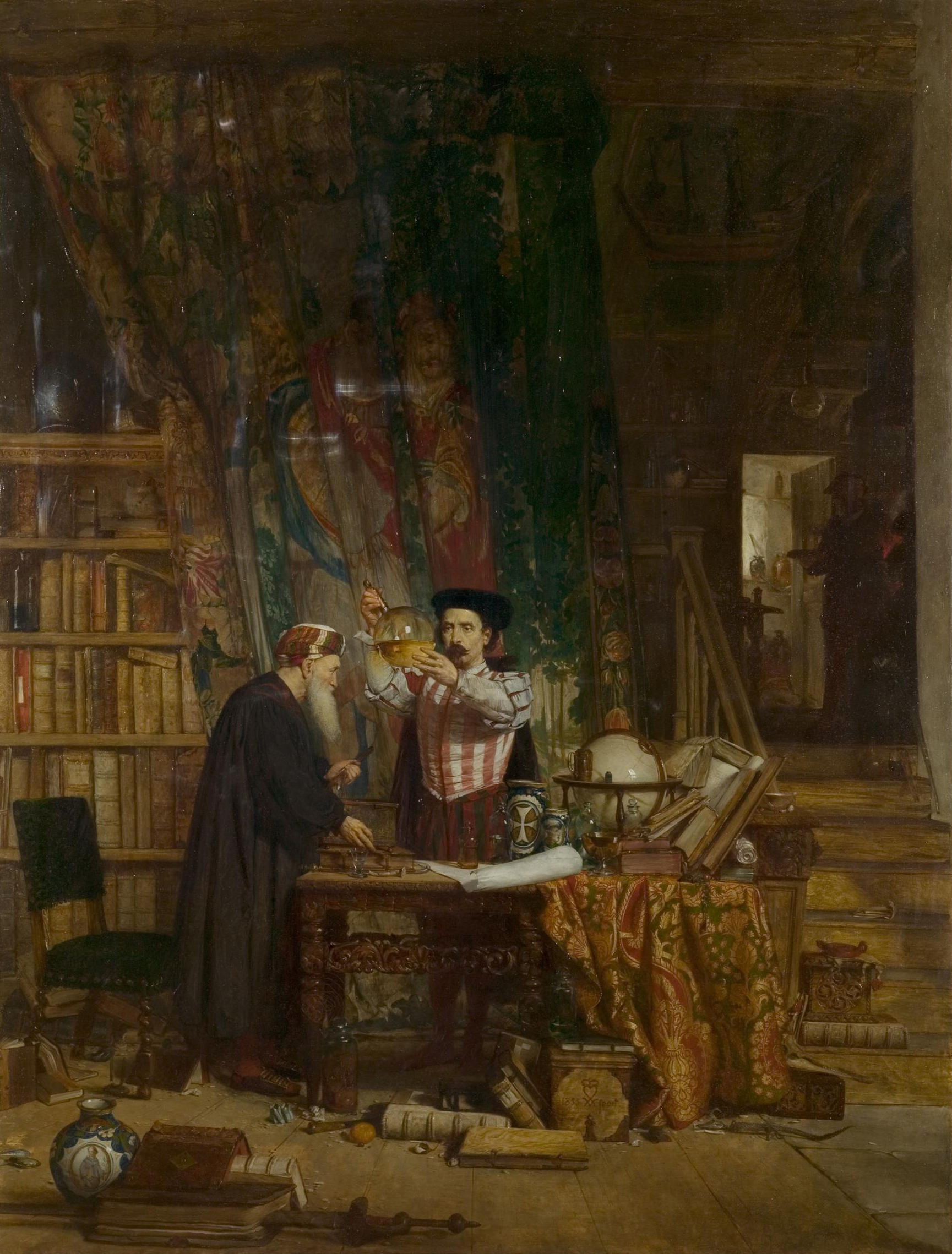
The Alchemist di Sir William Fettes Douglas, XIX secolo

Nel contesto delle idee del Cinquecento è impossibile delimitare una disciplina scientifica dall'altra, come anche tracciare molte linee di separazione tra il complesso delle scienze da un lato e la riflessione speculativa e magico-astrologica dall'altro. In questo periodo magia e medicina, alchimia e scienze naturali e addirittura astrologia e astronomia operano in una sorta di simbiosi, legate le une alle altre in modo spesso inestricabile.
Agli inizi del XVI secolo uno dei maggiori interpreti di questo coacervo di discipline scientifiche fu il medico, astrologo, filosofo e alchimista Heinrich Cornelius Agrippa von Nettesheim, 1486-1535.
Costui affermava di essere un mago e di essere capace di evocare gli spiriti. La sua influenza fu di modesta entità, ma come Flamel, produsse opere, fra le quali il De occulta philosophia, alle quali fecero riferimento tutti gli alchimisti posteriori. Ancora come Flamel fece molto per cambiare l'alchimia da una filosofia mistica ad una magia occultista. Inoltre mantenne vive le filosofie degli antichi alchimisti, che includevano scienza sperimentale, numerologia, ecc., aggiungendovi la teoria magica, che rinforzava l'idea di alchimia come credenza occultista.
Il nome più importante di questo periodo è, senza dubbio, Paracelso (Theophrastus Bombastus von Hohenheim, 1493-1541), il quale diede una nuova forma all'alchimia, spazzando via un certo occultismo che si era accumulato negli anni e promuovendo l'utilizzo di osservazioni empiriche ed esperimenti tesi a comprendere il corpo umano. Rigettò le tradizioni gnostiche e le teorie magiche, pur mantenendo molto delle filosofie ermetiche, neoplatoniche e pitagoriche. In particolare si concentrò sullo sviluppo medicinale dell'alchimia, ponendo ai margini della dottrina la ricerca metallurgica sui metalli preziosi.
Per Paracelso l'alchimia era la scienza della trasformazione dei metalli reperibili in natura per produrre composti utili per l'umanità. La sua iatrochimica era basata sulla teoria che il corpo umano fosse un sistema chimico nel quale giocano un ruolo fondamentale i due tradizionali principi degli alchimisti, e cioè lo zolfo ed il mercurio, ai quali lo scienziato ne aggiunse un terzo: il sale. Paracelso era convinto che l'origine delle malattie fosse da ricercare nello squilibrio di questi principi chimici e non dalla disarmonia degli umori, come pensavano i galenici. La salute, quindi, secondo lui, poteva essere ristabilita utilizzando rimedi di natura minerale e non di natura organica.

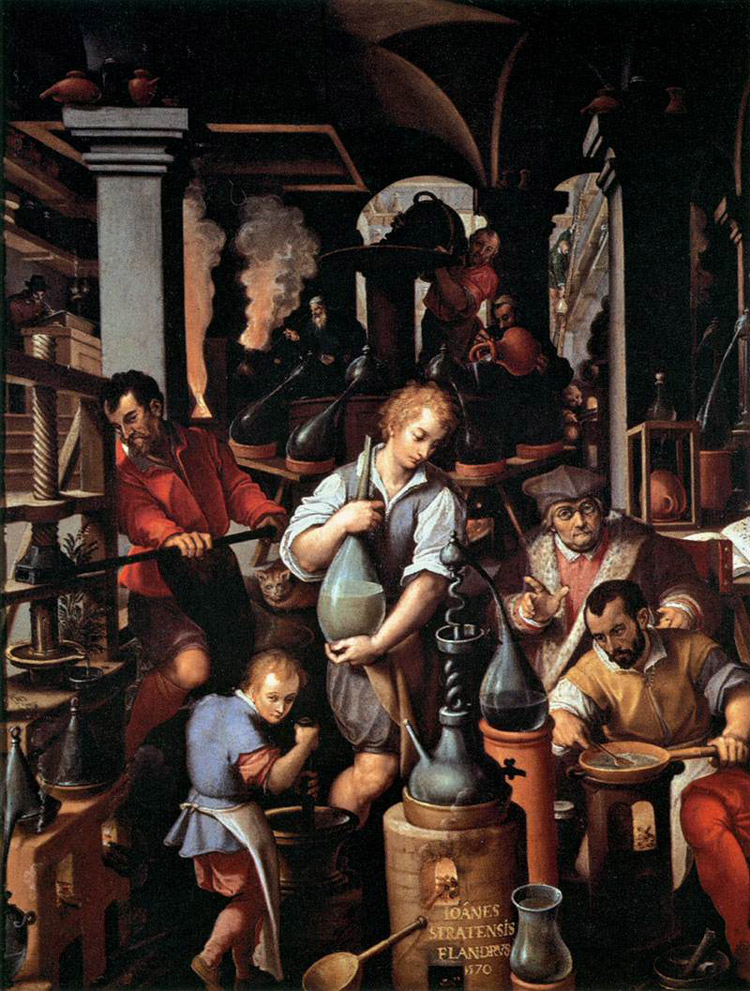
Il laboratorio dell'Alchimista di Giovanni Stradano, Studiolo di Francesco I nel Palazzo Vecchio a Firenze.

È in questo periodo che viene pubblicata la prima storia dell'alchimia, nel 1561 a Parigi. L'autore è Robert Duval.
Anche molti artisti, come per esempio il Parmigianino, e persino personalità politiche del periodo si interessarono all'alchimia. Tra questi: Caterina Sforza, Francesco I de' Medici, nel cui studiolo di Palazzo Vecchio fece dipingere allegorie alchimistiche da Giovanni Stradano, e Cosimo I de' Medici.
In Inghilterra, l'alchimia nel XVI secolo è spesso associata al dottor John Dee (1527-1608), meglio conosciuto per il suo ruolo di astrologo, crittografo ed in generale "consulente scientifico" della regina Elisabetta I d'Inghilterra. Dee si interessò anche di alchimia tanto da scrivere un libro sull'argomento (Monas Hieroglyphica, 1564) influenzato dalla Cabala.

### Il declino dell'alchimia occidentale
Il declino dell'alchimia in Occidente fu causato dalla nascita della scienza moderna con i suoi richiami a rigorose sperimentazioni scientifiche ed al concetto di materialismo; l'avvio del metodo scientifico nelle investigazioni chimiche, alla base di un nuovo approccio alla comprensione della trasformazione della materia, di fatto rivelò la futilità delle ricerche alchemiche della pietra filosofale.
Uno degli ultimi scienziati che si avvicinarono all'alchimia fu nel XVII secolo Robert Boyle, il quale, credendo che la trasmutazione dei metalli potesse essere possibile, portò avanti una serie di esperimenti nella speranza di effettuarla.
Anche gli enormi passi avanti compiuti dalla medicina nel periodo seguente la iatrochimica di Paracelso, supportati dagli sviluppi paralleli della chimica organica, diedero un duro colpo alle speranze dell'alchimia di reperire elisir miracolosi, mostrando l'inefficacia se non la tossicità dei suoi rimedi.

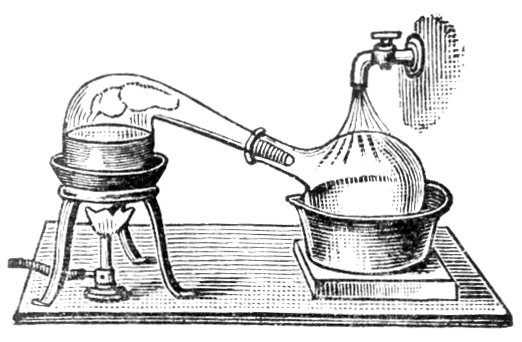
Distillazione con un alambicco

Ridotta ad un sistema filosofico privo di fondamento scientifico, distante dalle pressanti faccende del mondo moderno, l'Ars magna subì il fato comune ad altre discipline esoteriche quali l'astrologia e la cabala; esclusa dagli studi universitari, l'alchimia venne banalizzata, ridotta ai suoi procedimenti materiali, e messa al bando dagli scienziati quale epitome della superstizione.
A livello popolare, tuttavia, l'alchimista era ancora considerato come il depositario di grandi saperi arcani. Facendo leva sulla credulità popolare, molti imbroglioni si attribuirono titoli di guaritore e per dimostrare effettive capacità produssero manuali manoscritti che imitavano, nel gergo e nelle illustrazioni, i trattati di famosi autori alchemici (in tal modo, nacquero anche i cosiddetti "erbari dei falsi alchimisti", come ad esempio l'erbario di Ulisse Aldovrandi o l'Erbario di Trento, analizzati in modo attento dagli studiosi.
Dopo aver goduto per millenni di un grande prestigio intellettuale e materiale, l'alchimia scomparve in tal modo dalla gran parte del pensiero occidentale, per tornare, però, ad essere approfondita nelle opere di pensatori come lo psicoanalista Carl Gustav Jung, oppure di insigni studiosi di occultismo come Julius Evola o Giuliano Kremmerz.

## Influenza culturale

### Nella psicoanalisi
Il simbolismo alchemico è stato occasionalmente utilizzato nel XX secolo dagli psicoanalisti, uno dei quali, Jung, ha riesaminato la teoria ed il simbolismo alchemico ed ha iniziato a mettere in luce il significato intrinseco del lavoro alchemico come ricerca spirituale.
L'esposizione junghiana della teoria dei rapporti intercorrenti tra alchimia ed inconscio si trova in varie sue opere che abbracciano un arco di tempo che va dai primi anni 1940 alla sua morte avvenuta nel 1961:
- Psicologia e alchimia (1944)
- Psicologia del transfert (1946)[79]
- Saggi sull'alchimia (1948)
- Mysterium Coniunctionis (1956).

La tesi dello psicoanalista svizzero consiste nell'identificazione delle analogie esistenti tra i processi alchemici e quelli legati alla sfera dell'immaginazione ed in particolare a quella onirica.
Secondo Jung, le fasi attraverso le quali avverrebbe l'opus alchemicum avrebbero una corrispondenza nel processo di individuazione, inteso come consapevolezza della propria individualità e scoperta dell'essere interiore.
Mentre l'alchimia non sarebbe altro che la proiezione nel mondo materiale degli archetipi dell'inconscio collettivo, il procedimento per ottenere la pietra filosofale rappresenterebbe l'itinerario psichico che conduce alla coscienza di sé ed alla liberazione dell'io dai conflitti interiori.

### Nella narrativa
- Molti autori hanno bersagliato gli alchimisti con critiche ed attacchi satirici. Il più famoso di questi è la commedia The Alchemist di Ben Jonson dove un finto alchimista con la pietra filosofale attira e truffa gli ingenui creduloni[81].
- Nella seconda parte del Faust, Johann Wolfgang von Goethe descrive il servitore di Faust, Wagner, che utilizza procedimenti alchemici per creare un homunculus[82].
- Marguerite Yourcenar, nel suo romanzo L'opera al nero (1968), racconta la storia della vita dell'alchimista Zenone. Dal libro è stato tratto nel 1987 l'omonimo film, diretto da André Delvaux e interpretato da Gian Maria Volonté.[83]
- Nell'Histoire de ma vie Giacomo Casanova narra dell'incontro con l'alchimista Conte di Saint-Germain definendolo un cialtrone.
- Nel romanzo Cent'anni di solitudine di Gabriel García Márquez è presente un alchimista chiamato Melquíades[84].
- Le vie ed i metodi dell'alchimia sono essenziali nel romanzo L'alchimista di Paulo Coelho[85].
- L'alchimia è uno dei temi presenti nel romanzo Il pendolo di Foucault di Umberto Eco, in particolare in relazione con l'esoterismo.[86]
- Nel romanzo Harry Potter e la pietra filosofale di J. K. Rowling, questa pietra poteva mutare ogni metallo in oro puro e creare un "Elisir di lunga vita" che permetteva al bevitore di vivere per sempre. Nel romanzo la pietra è stata creata da Nicolas Flamel, che compare anche nella saga prequel Animali fantastici e dove trovarli.[87]
- Nella serie di romanzi La bambina della Sesta Luna, la protagonista, Nina de Nobili, è un'alchimista bambina.[88]
- Nel romanzo Notre Dame de Paris di Victor Hugo, l'antagonista arcidiacono Claude Frollo è un alchimista.[89]
- Il romanzo La ricerca dell'Assoluto  di Honoré de Balzac è una parafrasi matura della decadenza dell'arte alchemica nel XIX secolo.[90]
- L'alchimia e la pietra filosofale sono temi centrali del manga Fullmetal Alchemist di Hiromu Arakawa e delle serie anime da essa tratte.[91]
- L'alchimia è il tema principale della serie Golden Sun.[92]
- L'alchimia è uno dei temi fondanti della serie di light novel giapponese Baccano!
- In Guerre stellari con il termine "Alchimia Sith" è indicata una sorta di ingegneria genetica usata dai Sith per creare delle creature mutate e utilizzate in vari modi.[93]
- Nel romanzo L'angelo della finestra d'occidente (Der Engel vom weistlicher Fenster, 1927) lo scrittore ed esoterista Gustav Meyrink inscena la biografia di un alchimista realmente vissuto (John Dee), in modo da evocare gli stadi di un vero e proprio processo alchemico, in cui morte e rinascita sono momenti progressivi per accedere all'autentica conoscenza.[94]
- Nel romanzo Frankenstein di Mary Shelley si accenna vagamente all'esperimento con cui Victor Frankenstein ha creato il mostro come al risultato di studi sia scientifici che alchemici.[95]
- Il romanzo Lunedì inizia sabato dei fratelli Strugackij è basato su una forte commistione tra magia e scienza. Molti gli alchimisti protagonisti del racconto (tra i quali il rabbino Judah Loew Ben Bezalel che è esistito veramente) e i processi alchemici citati (la pietra filosofale, l'acqua della vita ecc.).
- Nell'anime Yu-Gi-Oh! GX il personaggio Daitokuji utilizza le sue conoscenze di alchimista per creare un corpo artificiale nel quale inserire la sua anima, Amnael.[96]
- Nella saga L'accademia dei vampiri di Richelle Mead sono presenti gli Alchimisti, una società di uomini che aiuta i vampiri a tenere nascosta la loro esistenza agli altri esseri umani.
- Thyon Nero, uno dei personaggi della duologia scritta da Laini Taylor (composta da "Il sognatore" e "La musa degli incubi") è un alchimista.

## Bibliografia

Lexicon alchemiae.

## Voci correlate

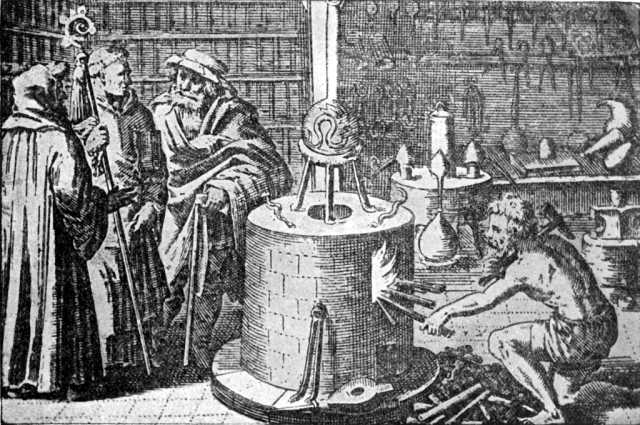
Un laboratorio alchemico, da The Story of Alchemy and the Beginnings of Chemistry